# Visma (empresa)
Visma  es una empresa noruega con sede en Oslo, que provee servicios de  software y lo relacionado con tecnologías de la información- desarrollo y consultoría. HgCapital es la principal accionista de la compañía.
Visma fue fundada en 1996 en Noruega, mediante la fusión entre Multisoft, SpecTec y Dovre Information Systems. El grupo comprende 5 áreas de negocio: SMB, enterprise, soluciones personalizadas, infraestructura en la nube, y soluciones de comercio. Sus servicios también incluyen cuentas web, facturación, y customer relationship management.
Visma es patrocinador del equipo de ciclismo profesional Visma Lease a bike.